# Aeroportul Kuri
Aeroportul Kuri (IATA: KUQ) este un aeroport din Provincia Centrală, Papua Noua Guinee.
aeroportul dispune de o singură pistă.